# Ружичка-Строцци, Мария
Мария Ружичка Строцци (Литовель , 3 августа 1850 года — Загреб, 28 сентября 1937 года) — известная хорватская актриса. Французская Le Journal illustré назвала её «величайшей исполнительницей трагедии на всем славянском Юге».

## Молодость и певческая карьера
Мария Терезия Ружичка родилась 3 августа 1850 года в моравском городе Литовеле у Леопольда Ружички и Терезии Маулер. Когда Строцци было четыре месяца, актер Йосип Фройденрайх рекомендовал ее отца Дмитрию Деметре, который пригласил его присоединиться к оркестру Хорватского национального театра, чтобы семья переехала в Загреб . Сначала Мария посещала монастырскую школу в Германии и впервые выступала в монастырских гуляниях. В возрасте 15 лет она поступила на вокальный курс Хорватского музыкального института, где ее обучал Ватрослав Лихтенеггер . В 1878 году она прошла обучение в Бургтеатре . В 1864 году Строцци выступила на загребской премьере оперетты Ивана Кека Шережанина в роли Клементины. В 1866 году на концерте в Хорватском музыкальном институте она исполнила арию сопрано из оперы Джузеппе Верди « Набукко» . В то же время Строцци готовилась к учебе в Венском университете музыки и исполнительских искусств, но повредил вокал (альт) и отказалась от пения. Она была настолько опустошена, что хотела покончить жизнь самоубийством.

## Актерская карьера
После лечения Строцци начала брать частные уроки актерского мастерства у Йосипа Фройденрайха, как рекомендовал Дмитрий Деметра. 2 января 1868 года она дебютировала в хорватском Национальном театре (HNK) в роли Жанны д’Эйр в драме Шарлотты Берч-Пфайффер « Сирота Лоуда» . 17 февраля она получила постоянную работу в HNK, сначала играя сентиментальных наивных девушек и женщин, а также девушек и женщин в веселых разговорных играх, иногда выступая в операх и опереттах . Постепенно она играла более сложных персонажей из классических комедий, трагедий, гражданских драм и разговорных пьес. Ее неразлучным партнером была Андрия Фиджан, с которой она выступала в течение тридцати трех сезонов и исполняла некоторые из ее главных ролей в период с 1880 по 1910 годы. Выступала в театрах в Дубровнике , Пазине , Пуле , Риеке , Сплите , Задаре , Триесте , Брно , Софии и Праге . Перед выступлением в Задаре члены Партии автономистов угрожали ей убийством, если она говорила по-хорватски на сцене, она игнорировала эти угрозы. Она также переводила пьесы с итальянского, чешского и французского на хорватский.

## Частная жизнь
Мария Ружичка Строцци вышла замуж за маркиза Фердинанда де Строцци 20 февраля 1871 года. Ее муж был членом старой флорентийской дворянской семьи. Строцци были крупнейшей хорватской художественной династией. У пары было 8 детей, 5 из которых умерли от дифтерии и туберкулеза вскоре после их рождения, поэтому только трое выжили во взрослую жизнь, один из которых умер во время Первой мировой войны . Когда ее сын Тито хотел покинуть Загреб и начать карьеру в Вене, как раз перед Первой мировой войной, она написала ему: «Тито, вы, как хорват, намерены так беспощадно покинуть свою родину?»
Она была почетным членом « Братьев хорватского дракона» , Национального театра в Праге и Югославско-Чехословацкой лиги. В 1928 году президент Томаш Гарриг Масарик наградил ее орденом Белого льва .

## Наследие
- В 1935 году в Литовеле была установлена мемориальная доска в ее честь, но она была снята во время немецкой оккупации Чехословакии[12] и возвращена в 2013 году.[13]
- В фойе ХНК есть два ее бронзовых бюста, которые были установлены при ее жизни.[14]
- Она изображена на одном из торжественных занавесов Хорватского национального театра в Загребе, автором которого является Влахо Буковац .
- В 2000 году Почта Хорватии выпустила марку с ее портретом.[14]
- Парк в Вараждинске Топлице назван в ее честь.[15]